# Нахурцилаво
Нахурцилаво (груз. ნახურცილავო) — село в Грузии, на территории Мартвильского муниципалитета края (мхаре) Самегрело-Верхняя Сванетия.

## География
Село находится в западной части Грузии, на правом берегу реки Техури, на расстоянии приблизительно 9 километров (по прямой) к западо-северо-западу от города Мартвили, административного центра муниципалитета. Абсолютная высота — 162 метра над уровнем моря.

## Население
По результатам официальной переписи населения 2014 года в Нахурцилаво проживало 265 человек (131 мужчина и 134 женщины). В национальной структуре населения грузины составляли 100 %.
| Год  | Население, человек |
| ---- | ------------------ |
| 2002 | 388                |
| 2014 | ↘ 265              |